# Tom Amarque

Tom Amarque (2019)

Tom Amarque (* 21. November 1974 in Eutin, bürgerlich: Carsten Tom Eichler, auch unter Pseudonym Jonas Liebeskind) ist ein deutscher Autor, Verleger, Übersetzer und Podcaster.

## Leben
Amarque war bis 1997 Mitherausgeber des MinD-Magazins. Er veröffentlichte zwischen 2015 und 2020 den Podcast Lateral Conversations. Dort führte er Interviews, bspw. mit Jordan Peterson, Ken Wilber und Stephen Hicks. Peterson verwendete das Interview 2017 als Episode in seinem Podcast.
2007 gründete er den Phänomen-Verlag in Sencelles, Mallorca, heute sitzt er in Palma. Zu den Autoren des Phänomen Verlages zählen u. a. Ken Wilber, Alexander Bard, David Korten, Ulrike Guerot, Tomas Björkman, Timothy Leary, Robert Anton Wilson, Daniel Christian Wahl, John C. Lilly, Raoul Eshelman, Tobias Esch und Katherina Ceming.
Amarque ist Herausgeber und war 2019 Gründer des Parallax-Magazins und des dazugehörenden YouTube Channels.

### Autor
Als Autor schreibt er Sachbücher über Psychologie, Spiritualität und Philosophie sowie Romane. Seine Sachbücher bewegen sich im Spannungsfeld von Subjektphilosophie und Entwicklungspsychologie. Die Entwicklungspsychologin Susanne Cook-Greuter nannte sein Buch "Der Wille" eine "neue Orientierungskarte zur Selbsterkenntnis". Thomas Steiniger schrieb zu demselben Buch "Das Buch setzt ein Zeichen. [...] Es zeigt, wie aus intellektueller Schärfe und spiriitueller Tiefe ein spannendes Buch über den 'evolutionären Willen', den Willen zur Evolution, entsteht".

## Werke
- Die Evolution der Psyche. Sachbuch, Phänomen-Verlag, 2006, ISBN 978-3-933321-93-0.
- Der Wille. Sachbuch, Phänomen-Verlag, 2009, ISBN 978-3-933321-73-2.
- Wie wir wurden, wer wir sind. Sachbuch, Kamphausen, 2011, ISBN 978-3-89901-352-8.
- Entwicklung als Passion. Sachbuch, Phänomen-Verlag, 2011 ISBN 978-3-89901-352-8.
- Was ist Liebe? Eine integrale Anthologie. Sachbuch, Phänomen-Verlag, 2010, ISBN 978-3-933321-58-9.
- Adept. Roman, Phänomen-Verlag, 2013, ISBN 978-84-941609-1-2.
- Der starke Mensch. Essay, Phänomen-Verlag, 2013, ISBN 978-3-943194-56-2.
- Narratives Bewusstsein. Sachbuch, Phänomen-Verlag, 2015, ISBN 978-84-943147-3-5.
- Der Krieg der Seele. Sachbuch, Phänomen-Verlag, 2019, ISBN 978-84-946284-7-4.
- Das unendliche Jetzt. Roman. Phänomen-Verlag, 2022, ISBN 978-84-12-35513-0.
- als Herausgeber: Ulrike Guérot: Der Ausverkauf der Republik: AfD und Meta-Krise. Phänomen-Verlag, 2024, ISBN 978-84-12-74737-9.

## Übersetzungen (Auswahl)
- Über das Wandern. von Henry David Thoreau, Sachbuch, Nikol Verlag, 2018, ISBN 978-3-86820-459-9.
- Der Narr/Der Wanderer. von Khalil Gibran, Sachbuch, Nikol Verlag, 2023, ISBN 978-3-86820-610-4.
- Anmerkungen zum Nationalismus und weitere Essays. von George Orwell, Sachbuch, Nikol Verlag, 2021, ISBN 978-3-86820-609-8.
- Das Buch vom Tee. von Kakuzo Okakura, Sachbuch, Nikol Verlag, 2020, ISBN 978-3-86820-559-6.
- Spiral Dynamics in der Praxis. von Don Beck, Sachbuch, Kamphausen Verlag, 2019, ISBN 978-3958833609.
- Religion von morgen. von Ken Wilber, Sachbuch, Phänomen Verlag, 2024, ISBN 978-84-128680-2-9.
- Boomeritis. von Ken Wilber, Sachbuch, Phänomen Verlag, 2008, ISBN  978-3933321695.
- Das Thoth Tarot. von Aleister Crowley, Sachbuch, Königsfurth Urania Verlag, 2023, 4250375102373.
- Liber 777. von Aleister Crowley, Sachbuch, Phänomen Verlag Wendland, 2001, ISBN 978-3933321398.
- Regenerative Kulturen gestalten. von Daniel Christian Wahl, Sachbuch, Phänomen Verlag, 2022, ISBN 978-8412587777.